# Lamine Senghor

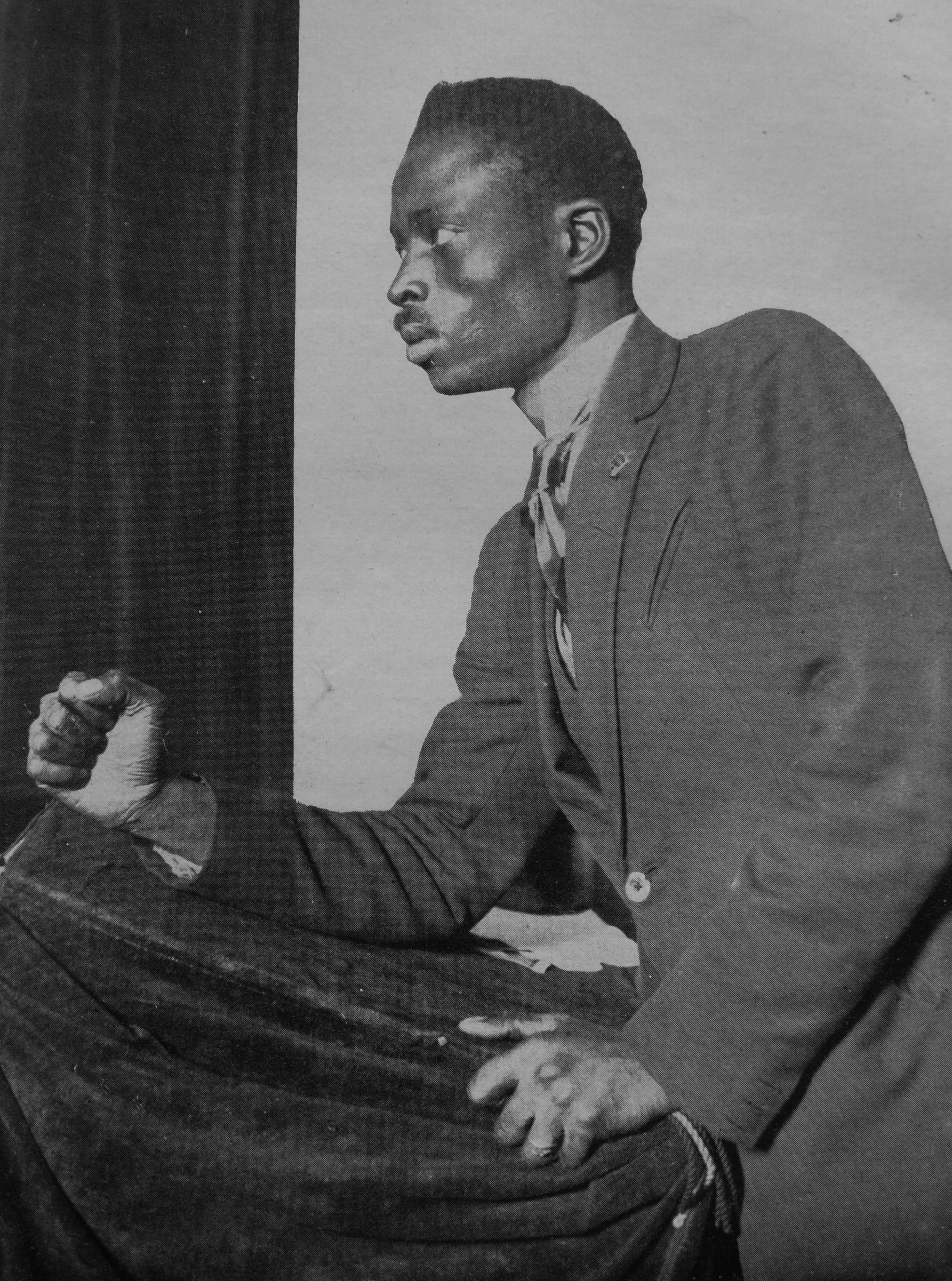
Lamine Senghor, 1927

Lamine Senghor (* 15. September 1889 in Joal, Senegal; † 25. November 1927 in Fréjus, Frankreich) war ein französischer Politiker und Aktivist und eine bedeutende Persönlichkeit der ersten schwarzen Bewegung in Frankreich. Er war unter anderem Gründer der zeitgenössisch größten Organisation schwarzer Menschen in Frankreich, der Ligue de défense de la race nègre und trug zur Popularisierung dezidiert antikolonialer Positionen in Frankreich bei.

## Leben
Senghor wurde 1899 in Joal als Kind von muslimischen Serer-Bauern geboren und wuchs in ärmlichen Verhältnissen auf. Bis ins Erwachsenenalter lebte er in der Region Sine als Bauer, 1912 zog er dann nach Dakar, wo er als Laufbursche für das französische Handelshaus Maurel & Prom arbeitete.

### Soldat für Frankreich
Von dort wurde Senghor (das genaue Datum ist nicht bekannt) zu den Tirailleurs sénégalais eingezogen und im Ersten Weltkrieg an die Front geschickt, wo er bis 1918 kämpfte. Unter anderem nahm er teil an der Schlacht an der Somme und der Nivelle-Offensive, bei der er verwundet wurde. Im September 1917 war er bei der Schlacht um Verdun, bei der seine Kompanie mit Senfgas dezimiert wurde, auch Senghor erlitt schwere Lungenverletzungen und litt als Folge bis zu seinem Tod 1927 an Tuberkulose. Er erhielt für seinen Einsatz das Croix de Guerre und wurde zum Sergeant befördert.
Nach Kriegsende wurde Senghor gemeinsam mit anderen afrikanischen Soldaten in Fréjus zusammengezogen, wo er wohl seine spätere Frau Eugenie Comont kennenlernte. Wahrscheinlich noch 1919, nach seiner Demobilisierung, kehrte er in den Senegal zurück, wo er die französische Staatsbürgerschaft sowie im Anschluss eine 30%ige Invalidenrente als Kriegsversehrter beantragte und erhielt. Im August 1921 kehrte er nach Frankreich zurück, heiratete, zog nach Paris und wurde Briefträger. Er wurde Vater von zwei Kindern, einem Jungen und einem Mädchen.

### Politisierung
Ab 1924 betrieb die Familie die Ausreise in den Senegal, in diesem Kontext wurde Senghor vermutlich durch das Kolonialamt gezwungen, als Spitzel in die Union Intercoloniale einzutreten, eine 1921 gegründete antikolonialistische Unterorganisation der französischen kommunistischen Partei (PCF). Ab Mitte 1924 besuchte er deren Treffen, in den folgenden Monaten schloss er sich dieser dann jedoch zunehmend an und wandelte sich zum bekennenden Antikolonialisten und Kommunisten.
Am 24. November 1924 wurde dies manifest, als er als Zeuge der Verteidigung im Prozess gegen René Maran aussagte. Maran hatte im Oktober in der Zeitschrift Les Continents, dem Organ der Ligue universelle de défense de la race noire, dem ersten afrikanischen Abgeordneten Frankreichs, Blaise Diagne, vorgeworfen, er habe angelegentlich der von ihm betriebenen umfänglichen Werbung von Soldaten in den Kolonien eine Kopfprämie erhalten und so seine Landsleute verkauft. Diagne klagte gegen Maran wegen Verleumdung und gewann. Diagnes vorher makellose Reputation war jedoch – nicht zuletzt durch Senghors Zeugenaussage – schwer beschädigt; in den Augen des schwarzen Frankreich galt er nun als Verräter der schwarzen Sache und als „weißer Neger“. Dieses Ereignis machte zugleich den zuvor noch kaum bekannten Senghor und seine deutlich antikolonialen Positionen in der schwarzen Community populärer. Über den Prozess schrieb Senghor später: „In unserer Aussage hielten wir es für unsere Pflicht, die Rekruten der Tötung (und das sind wir) dem Rekrutierer gegenüberzustellen. [...] Anstatt sich damit aufzuhalten, zu beweisen, wie viel Geld der große Sklavenhändler pro Kopf der von ihm angeworbenen Senegalesen erhält, hätte man eine ganze Prozession von Blinden und Verstümmelten vorführen müssen.“

### Gründerfigur
Im Lauf des Jahres 1925 durchlief Senghor antikolonialistische Schulungen der PCF und formulierte die Idee einer „transkolonialen Front“ gegen das koloniale System. Im Mai 1925 kandidierte er für die PCF im XIII. Pariser Bezirk, wurde aber nicht in den Bezirksrat gewählt. Im Jahr 1925 wollte er in die Kolonie nach Französisch-Westafrika (AOF) fahren, verzichtete aber auf die Reise und gründete im März 1926 gemeinsam mit Joseph Gothon-Lunion das Comité de Défense de la Race Nègre (CDRN). Am 27. Februar 1927 kam es bei der Generalversammlung zur Spaltung der CDRN. Deshalb gründete er im Mai 1927 die Ligue de défense de la race nègre. Diese hatte ein neues Parteiorgan, La Race Nègre. Dieses avancierte zu einer vielgelesenen Zeitung in Frankreich und den afrikanischen Kolonien.
Im Februar 1927 nahm Senghor am Kongress der Liga gegen Imperialismus und für die nationale Unabhängigkeit in Brüssel teil, der von Willi Münzenberg, dem Verantwortlichen der Kommunistischen Internationale, organisiert worden war. Senghor hielt dort eine laut Protokoll "vom Kongreß mit Begeisterung aufgenommene" Rede, die er mit den Worten eröffnete: „Sie werden vielleicht wissen, daß unsere Rasse die unterdrückteste der Welt ist. Diese Rasse ist es, die durch alle Imperialisten dieser Erde unterdrückt ist und deren Leben und Tod in den Händen ihrer Feinde liegt. Wir wollen deshalb einen Kampf führen für die Gleichheit mit anderen Rassen, die sich besser als uns betrachten.“
Lamine Senghor schrieb daraufhin die Erzählung La violation d'un pays, die er selbst illustrierte und die mit einer "brüderlichen Allianz der freien Länder" zwischen Einheimischen und armen Weißen endete.
Seine Gesundheit verschlechterte sich weiter bis zu seinem Tod am 25. November 1927 im Alter von 38 Jahren.

## Werke
- Lamine Senghor: La Violation d´un Pays, Paris 1927.